# هرزه رئیس
«هرزهٔ رئیس» (به انگلیسی: Boss Bitch) ترانه‌ای از رپر و خوانندهٔ آمریکایی دوجا کت می‌باشد که در موسیقی متن فیلم پرندگان شکاری پرندگان شکاری: آلبوم (۲۰۲۰) به‌نمایش درآمد. این ترانه به‌عنوان سومین تک‌آهنگ موسیقی متن فیلم در ۲۳ ژانویهٔ ۲۰۲۰ منتشر شد. هرزهٔ رئیس توسط دوجا کت در کنار اشنیکو نوشته و توسط اسکای آدامز و ایماد رویال تهیه شده‌است.